# Benjamin Markarian
Benjamin Egishe Markarian (Shahumian, Armênia, 29 de novembro de 1913 - 29 de setembro de 1985). Foi um astrofísico armênio que, trabalhando no Observatório de Biuracã na antiga União soviética, fez inúmeras contribuições para a astronomia.

## Infância e juventude
Benjamin Markarian nasceu em Shahumian na Armênia em 29 de novembro de 1913. Em seus primeiros anos de escola, ele já se interessava por astronomia, lia muitos livros científicos populares. Perdeu seus pais cedo e no início dos anos 30, ficou sem qualquer assistência, então o jovem foi a Yerevan e entrou no Physical-Mathematical Department of the Yerevan State University e graduou-se em 1938 com um diploma de excelência.

## Primeiros trabalhos
De 1938 a 1941 ele trabalhou no Yerevan Correspondence Institute como conferencista sênior de Matemática Avançada. Em 1939, Markarian entrou na pós-graduação no ramo armênio da Academia de Ciências da URSS, especializou-se em astrofísica e foi para a Universidade de Leningrado. O início da 2ª Guerra o impediu de terminar a pós-graduação. Markarian voltou à Armênia e foi chamado para o exército no verão de 1941, esteve de serviço no Irã com o Exército Soviético.

## Vida e obra
Após retornar do exército, Markarian trabalhou como pesquisador associado sênior do Observatório Astronômico Yerevan. Em maio de 1944, Markarian defendeu com sucesso sua tese de candidato no assunto "Flutuações na distribuição das estrelas visíveis e a absorção cósmica ". De 1943 a 1956, trabalhou também como palestrante na Universidade Estadual de Yerevan. Mais tarde, Markarian participou muito ativamente na busca de um sítio para o observatório de Biuracã, e também na sua construção. Ele pessoalmente montou e fez funcionar todos os telescópios do Observatório, criando assim, a base para o desenvolvimento da astronomia observacional na Armênia. Em maio de 1953, Markarian foi nomeado diretor interino do Observatório e os colegas se lembravam dele como um chefe exigente, mas ao mesmo tempo justo. No entanto, o entendimento de que a ciência exige todo o tempo do cientista, ele deixou o cargo honorário em 1956 por seu próprio desejo, e foi nomeado para o cargo de chefe do Departamento Estelar, e mais tarde, para o departamento de Astronomia Extragalática. 
Em 1940, o acadêmico Viktor Amazaspovich Ambartsumian apresentou uma ideia interessante sobre o nascimento das estrelas no tempo presente e sobre a instabilidade dinâmica de sistemas estelares. Markarian tomou parte muito ativa no estudo de associações estelares, e o mérito de revelar o papel dos aglomerados estelares em associações pertenceu ao jovem cientista. Seu trabalho foi de grande significado para a compreensão dos estágios iniciais da evolução estelar. Ele elaborou uma nova classificação dos aglomerados estelares que permite distinguir entre os objetos de diferentes idades. Por obter resultados importantes no estudo de associações estelares, em 1950 Ambartsumian e Markarian foram agraciados com o Prêmio de Estado da URSS.

## O Observatório de Biuracã
Nos primeiros anos de existência do Observatório de Biuracã, Markarian obteve fotos de um número significativo de estrelas dos aglomerados abertos com um pequeno telescópio, Markarian compôs um "Atlas de aglomerados estelares", que foi amplamente utilizado por astrônomos de vários observatórios. 
Após a construção de um novo telescópio Schmidt do sistema com um espelho de 1m para o Observatório de Biuracã pela ótica Leningrad Mechanical Works (LOMO), um dos telescópios mais eficientes deste tipo, Markarian junto com colegas de LOMO estava envolvido em sua montagem . Foi um intenso trabalho que exigiu muito esforço durante o dia e a noite, a grande experiência adquirida por Markarian durante a montagem dos telescópios anteriores aqui tornou-se necessária. Estes trabalhos foram logo concluídos com êxito e agora apareceu a pergunta: Quais tarefas interessantes, em termos astrofísicos, o telescópio pode ser utilizado. 
Mesmo antes da montagem do novo telescópio, Markarian estava envolvido no estudo de galáxias brilhantes, onde notou a não correspondência das cores com os tipos morfológicos: Eram galáxias com um excesso de radiação ultravioleta. E a ideia de descoberta, catalogação e estudo detalhado das galáxias mais fracas deste tipo já estava na cabeça do cientista. Para resolver esta tarefa, era necessário adicionar ao telescópio um prisma de dispersão muito baixa. Markarian solicitou tal prisma para LOMO e ao receber e montá-lo no telescópio, ele começou as observações. Aqui temos que mencionar que, de acordo com vários cientistas, ele era um observador brilhante e os métodos especiais elaborados por ele, permitiram resolver a tarefa de revelar estas galáxias incomuns. 
As galáxias descobertas por Markarian eram objetos tão interessantes, que o tempo de observação dos maiores telescópios do mundo durante um longo período de tempo foi alocado para a sua investigação detalhada. Buscando galáxias com excesso de radiação UV, Markarian e seus colegas observaram o céu inteiro do Norte, como resultado deste trabalho, o primeiro Byurakan Spectral Survey of the Northern Sky foi obtido. Verificou-se que entre os objetos com excesso de radiação UV descobertos durante a realização da pesquisa, aparecem objetos com várias evidências da atividade - quasares, galáxias Seyfert, objetos BL Lacertae, fontes de rádio, infravermelho e raios-X. 
Nos últimos anos de sua vida, Markarian, juntamente com seus colegas, começou o segundo Byurakan Spectral Sky Survey para revelar e estudar os mais fracos e distantes objetos peculiares extragalácticos. As investigações de Markarian trouxeram uma grande fama e autoridade científica entre os especialistas na União Soviética, assim como no estrangeiro. Os resultados da maioria de seus trabalhos estão inscritos em livros de astronomia e astrofísica estelar.
Markarian teve mais de 100 publicações. Pelas realizações de destaque em ciência, em 1965 ele foi eleito como membro correspondente da Academia de Ciências da Armênia e, em 1971, membro titular. Em 1973-1976 Markarian foi  Vice-Presidente e em 1976-1979, presidente da Comissão nº 28 da IAU em astronomia extragaláctica. Markarian, em 1950, foi agraciado com o Prêmio de Estado da URSS, e em 1961, o título de “Figura de Destaque na Ciência da Armênia”. Por realizações no desenvolvimento da ciência soviética, ele foi condecorado com a ordem de "Amizade do Povo" e "Sign of Honour", bem como medalhas "Por Trabalho na Grande Guerra Pátria", "Veterano do Trabalho", escritor honorário do Presidium da Academia de Ciências da URSS e da Academia de Ciências da RSS da Armênia, armênio honorário do Soviete Supremo.  
Até o final de sua vida, apesar de sua má saúde, Markarian trabalhou ativamente, continuando a fazer o trabalho principal de sua atividade científica: trabalhos de pesquisa em astronomia extragaláctica.